# Teatro del Ginnasio
Il Teatro del Ginnasio o Teatro del Ginnasio Marie Bell, precedentemente conosciuto come  Teatro de Madame (1824-1830) e Ginnasio Drammatico (1820-1824/1830-?), è un teatro di Parigi, al numero 38 di Boulevard Bonne-Nouvelle, nel 10º arrondissement, nelle vicinanze della stazione della metropolitana Bonne Nouvelle). Il teatro è elencato come monumento storico dal 1 febbraio 1994.

## Storia
Inaugurato il 23 dicembre 1820 da Delestre-Poirson, il Teatro del Ginnasio divenne un teatro di formazione per gli studenti del conservatorio, dove potevano recitare esclusivamente in opere in un atto o negli adattamenti di opere più lunghe in opere di un atto.
Poirson aggiunse rapidamente le commedie in due atti al repertorio del teatro, poi opere in 3 atti e stipulò un contratto esclusivo con Eugène Scribe per fornirle. Installò l'illuminazione a gas nel 1823 e l'anno successivo, con il permesso della duchesse de Berry, il teatro ottenne il titolo di Teatro de Madame.
Chiuso per lavori di ristrutturazione nel 1830, il teatro riaprì dopo la rivoluzione di luglio con il nome di Ginnasio Drammatico.
Nel 1844 Adolphe Montigny subentrò alla direzione del teatro e, per attirare un pubblico più ampio, abbandonò in qualche modo i pezzi educativi ed esemplari in cui il teatro si era precedentemente specializzato, a favore del genere sentimentale allora di moda, con le sue "situazioni compromettenti, fredde turpitudini, affronti calcolati, singhiozzi e agonie". Il teatro rappresentò piecès di Balzac, Émile Augier, Georges Sand, Edmond About, Victorien Sardou, Octave Feuillet, Meilhac e Halévy e Alexandre Dumas (sia padre che figlio).
Nel 1926, il drammaturgo Henri Bernstein divenne regista teatrale e vi mise in scena le sue opere più note: Samson, La Rafaie, La Galerie des Glaces, Mélo, Le Bonheur e Le Messager.
Dal 1939 la Gymnase produsse diverse opere di Marcel Pagnol, Jean Cocteau, Marc-Gilbert Sauvajon, Sacha Guitry, Félicien Marceau e Jean Genet. Nel 1962 l'attrice Marie Bell assunse la direzione del teatro e vi recitò in una produzione particolarmente celebre di Fedra di Racine. Dal 1975, alla direzione del teatro, gli succedette Jacques Bertin.
Da settembre 2010 il Teatro del Ginnasio presenta un nuovo tipo di teatro, il teatro di boulevard.
All'interno del teatro, nel 2017, Antoine de Caunes girò il suo film Coluche, la storia di un ragazzo.
Nel 2014, per sei mesi, il baritono francese David Serero eseguì il suo one-man show.

## Galleria d'immagini

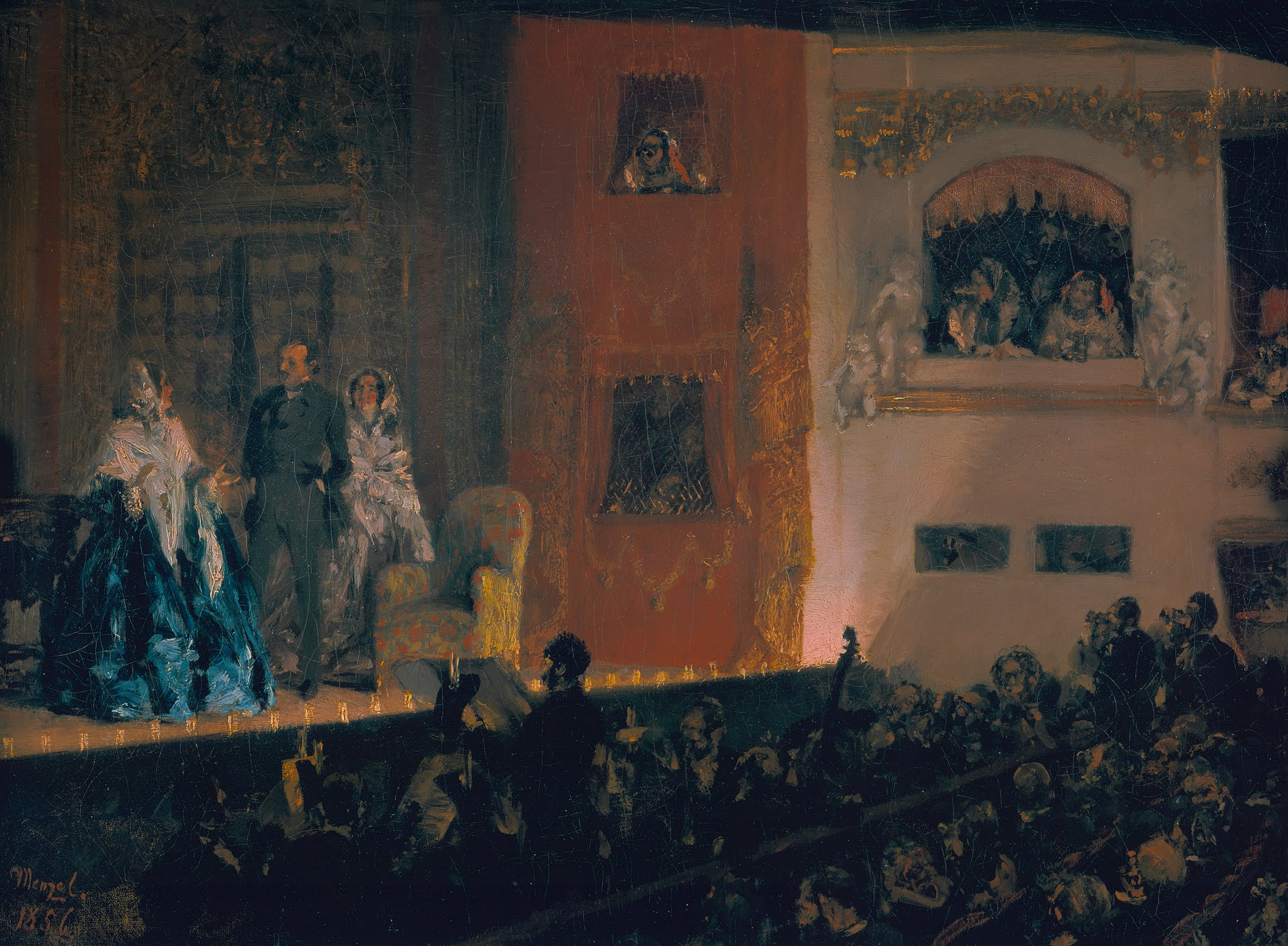
Il Teatro del Ginnasio di Adolph von Menzel (1856).
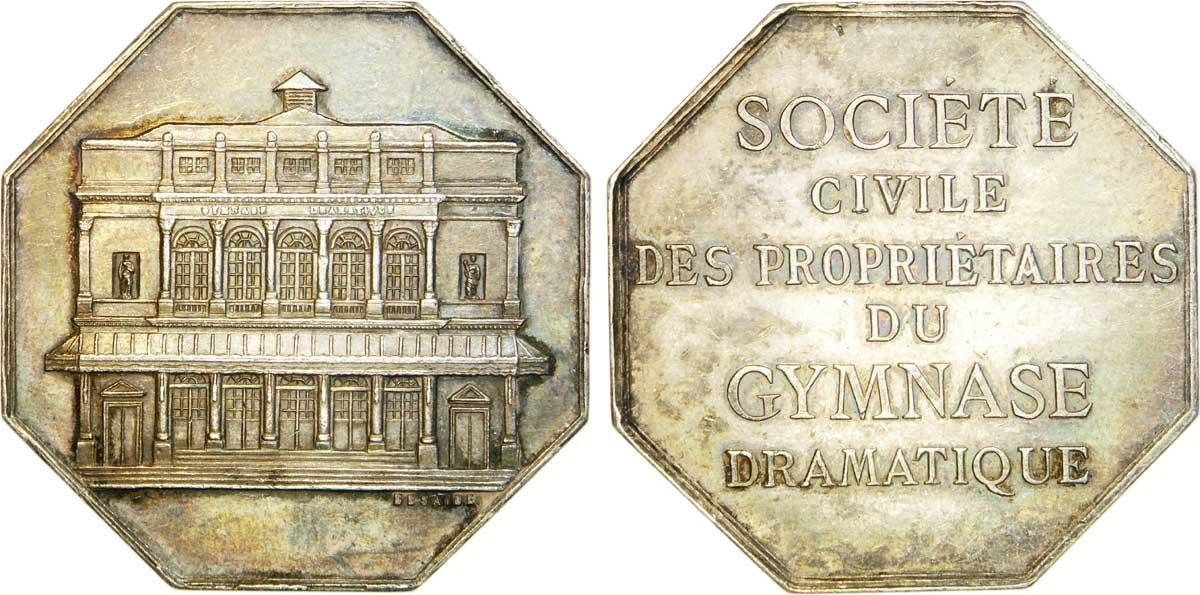
Moneta con l'immagine del Teatro del Ginnasio.
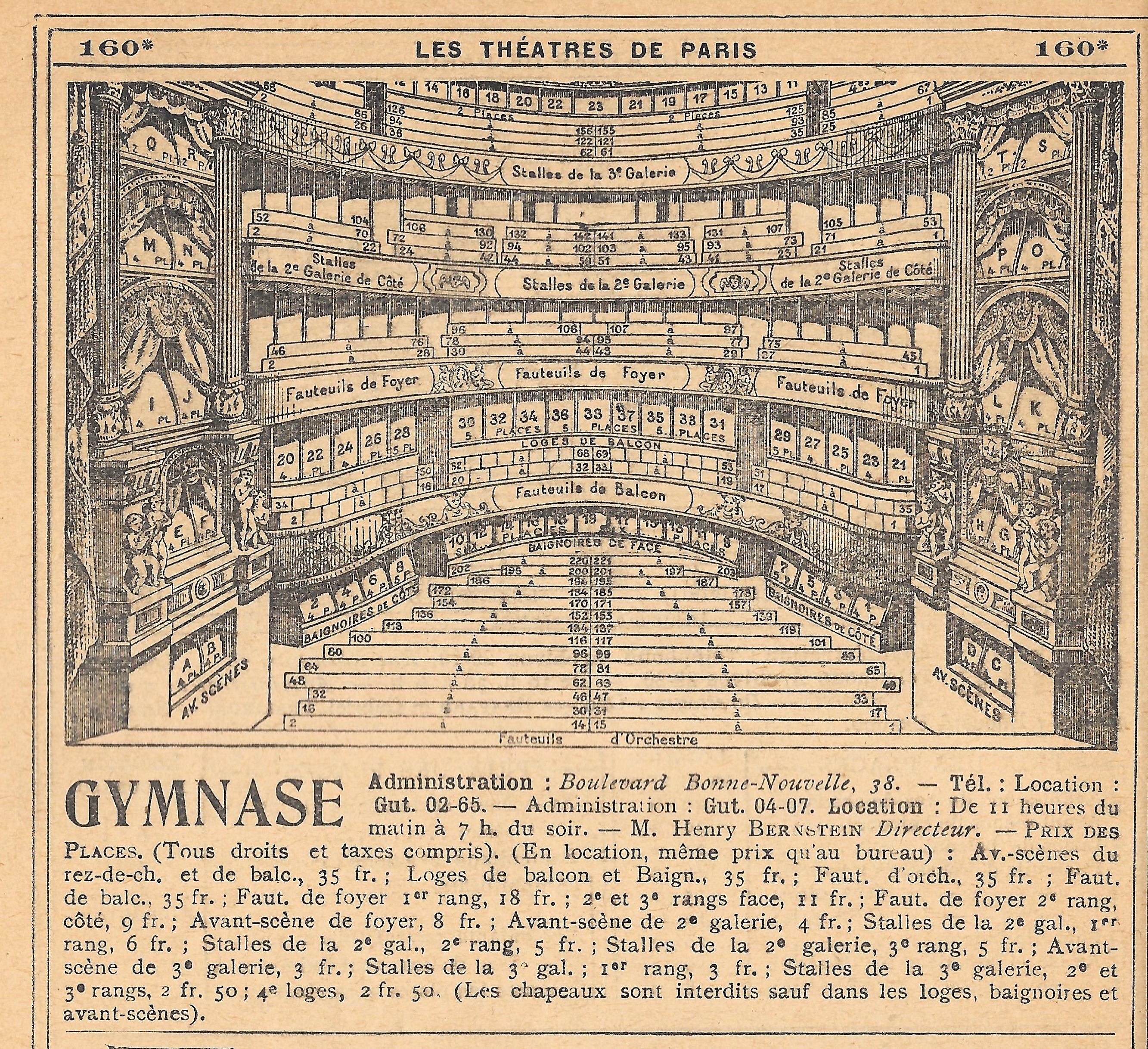
Mappa del Teatro del Ginnasio nel 1925 con i prezzi dei biglietti e l'amministrazione.